# Bouglon
Bouglon – miejscowość i gmina we Francji, w regionie Nowa Akwitania, w departamencie Lot i Garonna.
Według danych na rok 1990 gminę zamieszkiwały 532 osoby, a gęstość zaludnienia wynosiła 38 osób/km² (wśród 2290 gmin Akwitanii Bouglon plasuje się na 689. miejscu pod względem liczby ludności, natomiast pod względem powierzchni na miejscu 816.).